# Bistum Kamloops
Das Bistum Kamloops (lateinisch Dioecesis Kamloopsensis, englisch Diocese of Kamloops) ist eine in Kanada gelegene römisch-katholische Diözese mit Sitz in Kamloops.

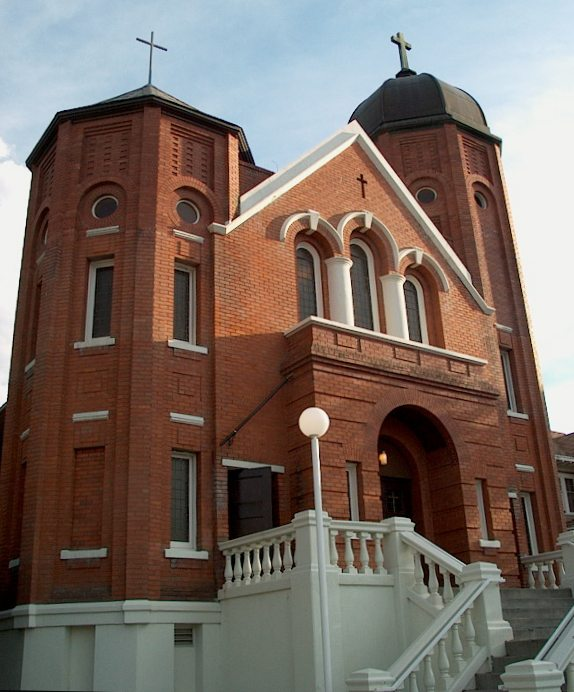
Sacred Heart Cathedral in Kamloops

## Geschichte
Das Bistum Kamloops wurde am 22. Dezember 1945 durch Papst Pius XII. aus Gebietsabtretungen des Erzbistums Vancouver errichtet und diesem als Suffraganbistum unterstellt.

## Bischöfe von Kamloops
- 1946–1952: Edward Quentin Jennings, dann Bischof von Fort William
- 1952–1973: Michael Alphonsus Harrington
- 1974–1982: Adam Joseph Exner OMI, dann Erzbischof von Winnipeg
- 1982–1999: Lawrence Sabatini CS
- 2002–2016: David Monroe
- seit 2016: Joseph Nguyen